# Bartosz Bednorz
Bartosz Bednorz (Zabrze, 25 de julho de 1994) é um jogador de voleibol polonês que atua na posição de ponteiro.

## Carreira

### Clube
A carreira de Bednorz começou nas categorias de base do SMS Spała, onde jogou de 2010 a 2013. Foi então contratado pelo AZS Częstochowa com cuja camisa estreou no Campeonato Polonês na temporada 2013–14, passando assim para a seguinte ao AZS Olsztyn, sempre na mesma série, onde permaneceu por dois anos. Na temporada de 2016–17, mudou-se para o Skra Bełchatów, onde conquistou seus primeiros troféus: a Supercopa Polonesa de 2017, competição que o premiou como MVP, e o campeonato de 2017–18.
Na temporada 2018–19 vestiu a camisa do Modena Volley, com a qual disputou a primeira divisão italiana. Com a nova equipe conquistou a Supercopa Italiana de 2018.
Na temporada 2020–21, o polonês se transferiu para o voleibol russo após assinar contrato com o Zenit Kazan. Logo em sua estreia, com o clube da cidade de Cazã, o ponteiro conquistou a Supercopa Russa de 2020.
Em meados de 2010, Bednorz assinou com o Shanghai Bright para disputar o campeonato chinês, por onde conquistou o vice-campeonato do torneio em 2023. No restante da temporada 2022–23, retornou ao voleibol polonês para finalizar a temporada pelo ZAKSA Kędzierzyn-Koźle, com o qual conquistou o título da Copa da Polônia de 2022–23 e a Liga dos Campeões de 2022–23.

### Seleção
Em 2012 Bednorz ficou na sexta colocação do Campeonato Europeu Sub-21. Em 2015 conquistou a medalha de bronze na Liga Europeia. Em 2016, representou seu país nos Jogos Olímpicos de Verão no Rio de Janeiro, que ficou em 7º lugar.
Em 2019 ficou em terceiro lugar na primeira edição da Liga das Nações. Em 2021 foi vice-campeão da mesma competição após derrota para seleção russa. Em 2022 voltou a conquistar mais uma medalha de bronze na Liga das Nações.
Na final do Campeonato Europeu de 2023, Bednorz, junto à seleção polonesa, derrotou a seleção italiana por 3–0, conquistando, dessa forma, o inédito título do Campeonato Europeu de sua carreira.

## Títulos
Skra Bełchatów
- Campeonato Polonês: 2017–18
- Supercopa Polonesa: 2017

Zenit Kazan
- Copa da Rússia: 2021
- Supercopa Russa: 2020

Modena Volley
- Supercopa Italiana: 2018

ZAKSA Kędzierzyn-Koźle
- Liga dos Campeões: 2022–23
- Copa da Polônia: 2022–23
- Supercopa Polonesa: 2023

## Clubes
| Anos      | Clube                  |
| --------- | ---------------------- |
| 2013–2014 | AZS Częstochowa        |
| 2014–2016 | Indykpol AZS Olsztyn   |
| 2016–2018 | PGE Skra Bełchatów     |
| 2018–2020 | Leo Shoes Modena       |
| 2020–2022 | Zenit Kazan            |
| 2022–2023 | Shanghai Bright        |
| 2023–     | ZAKSA Kędzierzyn-Koźle |

## Prêmios individuais
- 2017: Supercopa Polonesa – MVP
- 2019: Liga das Nações – Melhor ponteiro
- 2023: Supercopa Polonesa – MVP